# Lamyra komure
Lamyra komure är en tvåvingeart som först beskrevs av Matsumura 1911.  Lamyra komure ingår i släktet Lamyra och familjen rovflugor. Inga underarter finns listade i Catalogue of Life.